# Nilüfer Belediye Spor Kulübü 2018-2019 (pallavolo)
Questa voce raccoglie le informazioni riguardanti il Nilüfer Belediye Spor Kulübü nelle competizioni ufficiali della stagione 2018-2019.

## Organigramma societario
Area direttiva
- Presidente: Ali Karamık

Area tecnica
- Allenatore: Alper Hamurcu
- Allenatore in seconda: Canberk Tekmen
- Assistente allenatore: Nazif Tepe
- Scoutman: Talip Tamer Altay

## Rosa
| N° | Nome               | Ruolo | Data di nascita   | Nazionalità sportiva |
| -- | ------------------ | ----- | ----------------- | -------------------- |
| 1  | Elif Boran         | O     | 2 ottobre 1992    | Turchia              |
| 2  | Aylin Sarıoğlu     | L     | 27 luglio 1995    | Turchia              |
| 3  | Seda Uslu          | P     | 30 ottobre 1993   | Turchia              |
| 4  | Autumn Bailey      | S     | 2 giugno 1995     | Canada               |
| 6  | Özge Yurtdagülen   | C     | 6 agosto 1993     | Turchia              |
| 7  | Selin Uygur        | C     | 18 agosto 1992    | Turchia              |
| 8  | Buse Ünal          | P     | 29 luglio 1997    | Turchia              |
| 9  | Oleksandra Bycenko | S     | 23 novembre 1995  | Ucraina              |
| 11 | Seda Menekşe       | S     | 8 luglio 1997     | Turchia              |
| 12 | Alexandra Lazić    | S     | 24 settembre 1994 | Svezia               |
| 13 | Hande Korkut       | C     | 28 ottobre 1990   | Turchia              |
| 15 | Milagros Collar    | O     | 15 aprile 1988    | Spagna               |
| 17 | Hilal Köse         | S     | 7 aprile 2002     | Turchia              |
| 18 | Aslı Tecimer       | S     | 6 febbraio 1999   | Turchia              |
| 20 | Resmiye Çakmak     | L     | 8 maggio 1992     | Turchia              |

## Risultati

### Sultanlar Ligi

#### Girone di andata
| 1ª giornata - 3 novembre 2018 Cengiz Göllü Kapalı Spor Salonu, Bursa   | Nilüfer           | 0 - 3 | Eczacıbaşı  | 14-25, 12-25, 12-25               |
| 2ª giornata - 6 novembre 2018 Burhan Felek Spor Salonu, Istanbul       | Türk Hava Yolları | 3 - 0 | Nilüfer     | 26-24, 25-13, 25-18               |
| 3ª giornata - 10 novembre 2018 Cengiz Göllü Kapalı Spor Salonu, Bursa  | Nilüfer           | 3 - 0 | Çanakkale   | 25-18, 25-15, 25-20               |
| 4ª giornata - 13 novembre 2018 Başkent Voleybol Salonu, Ankara         | Karayolları       | 3 - 1 | Nilüfer     | 21-25, 25-21, 25-20, 25-13        |
| 5ª giornata - 18 novembre 2018 Cengiz Göllü Kapalı Spor Salonu, Bursa  | Nilüfer           | 1 - 3 | Beşiktaş    | 25-23, 18-25, 19-25, 15-25        |
| 6ª giornata - 24 novembre 2018 VakıfBank Spor Sarayı, Istanbul         | VakıfBank         | 3 - 0 | Nilüfer     | 25-14, 25-20, 25-20               |
| 7ª giornata - 1º dicembre 2018 Cengiz Göllü Kapalı Spor Salonu, Bursa  | Nilüfer           | 0 - 3 | Galatasaray | 23-25, 24-26, 19-25               |
| 8ª giornata - 8 dicembre 2018 Mimar Sinan Kapalı Spor Salonu, Aydın    | Aydın BB          | 2 - 3 | Nilüfer     | 25-19, 20-25, 25-15, 15-25, 7-15  |
| 9ª giornata - 14 dicembre 2018 Burhan Felek Spor Salonu, Istanbul      | Fenerbahçe        | 2 - 3 | Nilüfer     | 20-25, 25-23, 22-25, 25-14, 12-15 |
| 10ª giornata - 22 dicembre 2018 Cengiz Göllü Kapalı Spor Salonu, Bursa | Nilüfer           | 3 - 2 | Halkbank    | 23-25, 25-19, 19-25, 25-22, 18-16 |
| 11ª giornata - 25 dicembre 2018 Beylikdüzü Spor Salonu, Istanbul       | Beylikdüzü Vİ     | 1 - 3 | Nilüfer     | 23-25, 25-20, 21-25, 17-25        |

#### Girone di ritorno
| 12ª giornata - 13 gennaio 2019 Eczacıbaşı Spor Salonu, Istanbul        | Eczacıbaşı  | 3 - 1 | Nilüfer           | 22-25, 25-18, 25-15, 25-23        |
| 13ª giornata - 16 gennaio 2019 Cengiz Göllü Kapalı Spor Salonu, Bursa  | Nilüfer     | 3 - 0 | Türk Hava Yolları | 25-17, 25-23, 25-17               |
| 14ª giornata - 21 gennaio 2019 Anafartalar Spor Salonu, Çanakkale      | Çanakkale   | 1 - 3 | Nilüfer           | 25-22, 22-25, 22-25, 22-25        |
| 15ª giornata - 27 gennaio 2019 Cengiz Göllü Kapalı Spor Salonu, Bursa  | Nilüfer     | 3 - 2 | Karayolları       | 25-20, 25-21, 24-26, 12-25, 15-12 |
| 16ª giornata - 31 gennaio 2019 Burhan Felek Spor Salonu, Istanbul      | Beşiktaş    | 2 - 3 | Nilüfer           | 25-23, 25-15, 25-27, 15-25, 8-15  |
| 17ª giornata - 3 febbraio 2019 Cengiz Göllü Kapalı Spor Salonu, Bursa  | Nilüfer     | 0 - 3 | VakıfBank         | 20-25, 19-25, 16-25               |
| 18ª giornata - 9 febbraio 2019 Burhan Felek Spor Salonu, Istanbul      | Galatasaray | 3 - 1 | Nilüfer           | 25-21, 20-25, 25-9, 25-15         |
| 19ª giornata - 17 febbraio 2019 Cengiz Göllü Kapalı Spor Salonu, Bursa | Nilüfer     | 3 - 0 | Aydın BB          | 25-18, 25-18, 25-20               |
| 20ª giornata - 23 febbraio 2019 Cengiz Göllü Kapalı Spor Salonu, Bursa | Nilüfer     | 0 - 3 | Fenerbahçe        | 16-25, 21-25, 20-25               |
| 21ª giornata - 2 marzo 2019 Başkent Voleybol Salonu, Ankara            | Halkbank    | 2 - 3 | Nilüfer           | 18-25, 25-19, 19-25, 25-19, 8-15  |
| 22ª giornata - 10 marzo 2019 Cengiz Göllü Kapalı Spor Salonu, Bursa    | Nilüfer     | 3 - 1 | Beylikdüzü Vİ     | 19-25, 25-18, 25-17, 25-17        |

#### Play-off scudetto
| Quarti di finale (gara 1) - 16 marzo 2019 Cengiz Göllü Kapalı Spor Salonu, Bursa     | Nilüfer           | 0 - 3 | VakıfBank         | 18-25, 20-25, 24-26               |
| Quarti di finale (gara 2) - 28 marzo 2019 VakıfBank Spor Sarayı, Istanbul            | VakıfBank         | 3 - 0 | Nilüfer           | 25-21, 25-17, 25-12               |
| Semifinali 5º posto (gara 1) - 10 aprile 2019 Cengiz Göllü Kapalı Spor Salonu, Bursa | Nilüfer           | 3 - 2 | Türk Hava Yolları | 21-25, 25-19, 24-26, 25-20, 15-9  |
| Semifinali 5º posto (gara 2) - 13 aprile 2019 Burhan Felek Spor Salonu, Istanbul     | Türk Hava Yolları | 3 - 1 | Nilüfer           | 25-19, 21-25, 25-23, 25-19        |
| Semifinali 5º posto (gara 3) - 16 aprile 2019 Burhan Felek Spor Salonu, Istanbul     | Türk Hava Yolları | 3 - 0 | Nilüfer           | 25-16, 29-27, 27-25               |
| Finale 7º posto (gara 1) - 19 aprile 2019 Cengiz Göllü Kapalı Spor Salonu, Bursa     | Nilüfer           | 3 - 1 | Beşiktaş          | 24-26, 25-16, 25-18, 26-24        |
| Finale 7º posto (gara 2) - 22 aprile 2019 Burhan Felek Spor Salonu, Istanbul         | Beşiktaş          | 2 - 3 | Nilüfer           | 27-25, 21-25, 20-25, 25-20, 11-15 |

### Coppa di Turchia

#### Fase a eliminazione diretta
| Ottavi di finale (andata) - 4 gennaio 2019 Beylikdüzü Spor Salonu, Istanbul        | Beylikdüzü Vİ | 0 - 3 | Nilüfer       | 24-26, 25-27, 21-25                         |
| Ottavi di finale (ritorno) - 7 gennaio 2019 Cengiz Göllü Kapalı Spor Salonu, Bursa | Nilüfer       | 1 - 3 | Beylikdüzü Vİ | 29-27, 20-25, 23-25, 15-25 Golden set: 15-8 |
| Quarti di finale - 22 marzo 2019 İzmir Atatürk Spor Salonu, Smirne                 | Eczacıbaşı    | 3 - 0 | Nilüfer       | 25-20, 25-13, 25-23                         |

## Statistiche

### Statistiche di squadra
| Competizione     | Punti | In casa | In casa | In casa | In trasferta | In trasferta | In trasferta | Totale | Totale | Totale |
| Competizione     | Punti | G       | V       | P       | G            | V            | P            | G      | V      | P      |
| ---------------- | ----- | ------- | ------- | ------- | ------------ | ------------ | ------------ | ------ | ------ | ------ |
| Sultanlar Ligi   | 31,46 | 14      | 8       | 6       | 15           | 7            | 8            | 29     | 15     | 14     |
| Coppa di Turchia | -     | 0       | 0       | 0       | 1            | 1            | 0            | 3      | 1      | 2      |
| Totale           | -     | 14      | 8       | 6       | 16           | 8            | 8            | 32     | 16     | 16     |

G = partite giocate; V = partite vinte; P = partite perse

### Statistiche dei giocatori
| Giocatore      | Campionato | Campionato | Campionato | Campionato | Campionato | Coppa di Turchia | Coppa di Turchia | Coppa di Turchia | Coppa di Turchia | Coppa di Turchia | Totale | Totale | Totale | Totale | Totale |
| Giocatore      | P          | PT         | AV         | MV         | BV         | P                | PT               | AV               | MV               | BV               | P      | PT     | AV     | MV     | BV     |
| -------------- | ---------- | ---------- | ---------- | ---------- | ---------- | ---------------- | ---------------- | ---------------- | ---------------- | ---------------- | ------ | ------ | ------ | ------ | ------ |
| A. Bailey      | 27         | 394        | 342        | 20         | 32         | 3                | 59               | 51               | 6                | 2                | 30     | 453    | 393    | 26     | 34     |
| E. Boran       | 24         | 120        | 109        | 4          | 7          | 1                | 0                | 0                | 0                | 0                | 25     | 120    | 109    | 4      | 7      |
| O. Bycenko     | 24         | 304        | 235        | 40         | 29         | 3                | 51               | 47               | 1                | 3                | 27     | 355    | 282    | 41     | 32     |
| R. Çakmak      | 2          | 0          | 0          | 0          | 0          | 0                | 0                | 0                | 0                | 0                | 2      | 0      | 0      | 0      | 0      |
| M. Collar      | 2          | 28         | 26         | 2          | 0          | -                | -                | -                | -                | -                | 2      | 28     | 26     | 2      | 0      |
| H. Korkut      | 20         | 43         | 27         | 9          | 7          | 3                | 14               | 13               | 1                | 0                | 23     | 57     | 40     | 10     | 7      |
| H. Köse        | 1          | 0          | 0          | 0          | 0          | 0                | 0                | 0                | 0                | 0                | 1      | 0      | 0      | 0      | 0      |
| A. Lazić       | 24         | 243        | 206        | 26         | 11         | 2                | 14               | 11               | 3                | 0                | 26     | 257    | 217    | 29     | 11     |
| S. Menekşe     | 17         | 39         | 25         | 2          | 2          | 2                | 0                | 0                | 0                | 0                | 19     | 39     | 25     | 2      | 2      |
| A. Sarıoğlu    | 29         | 0          | 0          | 0          | 0          | 3                | 0                | 0                | 0                | 0                | 32     | 0      | 0      | 0      | 0      |
| A. Tecimer     | 28         | 36         | 21         | 2          | 13         | 3                | 0                | 0                | 0                | 0                | 31     | 36     | 21     | 2      | 13     |
| B. Ünal        | 29         | 76         | 23         | 19         | 34         | 3                | 10               | 4                | 5                | 1                | 32     | 86     | 27     | 24     | 35     |
| S. Uslu        | 22         | 15         | 4          | 7          | 4          | 1                | 0                | 0                | 0                | 0                | 23     | 15     | 4      | 7      | 4      |
| S. Uygur       | 28         | 178        | 103        | 48         | 27         | 2                | 4                | 3                | 1                | 0                | 30     | 182    | 106    | 49     | 27     |
| Ö. Yurtdagülen | 29         | 189        | 98         | 66         | 25         | 3                | 26               | 16               | 7                | 3                | 32     | 215    | 114    | 73     | 28     |

P = presenze; PT = punti totali; AV = attacchi vincenti; MV = muri vincenti; BV = battute vincenti